# Istituto per le applicazioni del calcolo
L'Istituto per le applicazioni del calcolo "Mauro Picone" (IAC) è un istituto di ricerca all'interno del Consiglio Nazionale delle Ricerche, che si occupa di matematica applicata.

## Storia
La sua storia risale al 1927, anno in cui fu fondato a Napoli dal matematico Mauro Picone. All'epoca, era l'unico centro di ricerca al mondo dedicato allo studio di modelli matematici per le applicazioni, di cui curava, in particolare, i problemi relativi alla soluzione numerica. Nel 1932 fu trasferito a Roma, dove divenne il primo istituto del Consiglio Nazionale delle Ricerche. Qui assunse a lungo la denominazione INAC (Istituto nazionale per le applicazioni del calcolo). Nel 1951 fu scelto dall'UNESCO come sede del proprio Centro internazionale di calcolo.
Dopo ripetuti tentativi volti a costruire il primo Calcolatore elettronico italiano, l'INAC acquistò il secondo computer giunto in Italia, il FINAC (Ferranti dell'INAC).
Presso l'Istituto, negli anni, hanno operato diversi matematici di fama internazionale. Tra questi vanno citati Renato Caccioppoli, Fabio Conforto, Carlo Miranda, Wolfgang Gröbner, Ennio De Giorgi, Luigi Amerio, Mario Salvadori, Guido Stampacchia, Enzo Luigi Aparo, Corrado Böhm, Giuseppe Jacopini (Teorema di Böhm-Jacopini), Aldo Ghizzetti, e Gaetano Fichera.
Il direttore attuale è Roberto Natalini.
L'obiettivo dell'Istituto è mettere a punto metodi matematici, statistici e di calcolo altamente avanzati per risolvere, in un contesto principalmente interdisciplinare, i problemi riguardanti società ed industria. 
Il personale scientifico consiste in circa 55 ricercatori. Dal 2002 l'Istituto è organizzato su quattro sedi: Roma, Bari, Firenze, e Napoli.